# Jörn Borowski
Jörn Borowski, född den 15 januari 1959 i Rostock, är en östtysk seglare.
Han tog OS-silver i 470 i samband med de olympiska seglingstävlingarna 1980 i Moskva.